# 田川雄理
田川 雄理（たがわ ゆうすけ、1990年10月2日 - ）は日本で活動するミュージカル俳優および元システムエンジニアである。東京都出身。劇団四季所属。

## 来歴
国立学園小学校から西武学園文理中学校・高等学校を経て2009年4月に早稲田大学教育学部へ入学し、Seiren Musical Projectに所属してミュージカル俳優として活動し、2013年3月に大学を卒業した。杉山翔大は大学の同級生でもある。大学卒業後はシステムエンジニアに転向したが2015年に劇団四季へ入団しミュージカル俳優へ再転向した。2016年1月20日に北海道四季劇場で上演されたキャッツ札幌公演のマキャヴィティ役が初舞台出演となった。同年同じく北海道四季劇場で上演されたウィキッド札幌公演ではオフステージイベントに参加した。

## 主な出演作品
- キャッツ（2016年マキャヴィティ）
- ウィキッド（2016年アンサンブル9枠）
- 王様の耳はロバの耳（アンサンブル）
- ライオンキング（アンサンブル10枠）
- アラジン（アンサンブル4枠）
- アナと雪の女王（アグナル王）

※括弧内の年は初出演年